# Calyptronoma occidentalis
Espèce
Calyptronoma occidentalis est une espèce végétale de la famille des Arecaceae (palmiers) à feuilles pennées.